# Montaña de Sorte
El Monumento Natural Cerro de María Lionza, conocido como Montaña de Sorte, es un monumento natural declarado Patrimonio cultural que nacen los ríos Yaracuy, El Chorro y Charay; los cuales, junto a los ríos Gurabao, Buria, Turbio y otros, abastecen el embalse de la Majaguas. Este monumento natural está ubicado dentro de la zona de vida bosque húmedo tropical.

## Monumento Natural
El gobierno de Rómulo Betancourt (1958-1963), declara el 18 de marzo de 1960 al Cerro María Lionza como monumento natural, a la vez persigue y detiene a los que practican cultos espiritista. En fechas anteriores y posteriores a la publicación de tal mandato en la Gaceta Oficial, la prensa de circulación nacional informó de a la detención de diversos “brujos” en las zonas de Acarigua-Araure, en el Estado Portuguesa, San Cristóbal en el Estado Táchira, y a otros oriundos del Estado Yaracuy. A éstos detenidos se les imputa el delito de ejercer ilegalmente la medicina, recibir dinero de gente humilde y practicar la brujería, aparte de estigmatizarlos como actores ridículos que atentan “contra las costumbres y el criterio sano” de los que allí habitan. Angelina Pollak (1987: 67) dejó constancia de que durante el primer mandato del presidente Rafael Caldera (1969-1974), se persiguió a los animistas y se destruyeron algunos santuarios en la montaña.
En este sentido, Bracho (1994: 85) informa sobre el cierre de la Montaña que se hizo en 1965, de acuerdo a un decreto del Gobierno Nacional en el mes de abril, debido a informes que mostraban que los que asistían a dicho sector no lo hacían con intenciones religiosas “si no a festejar hasta destruir el medio ambiente y beber alcohol -actividades prohibidas en un Parque Nacional-. Lo cual traía como consecuencia disputas violentas, a veces con saldos lamentables”. Indica Bracho, además, que luego de siete meses fue restablecido el ingreso y desde entonces la Montaña no se volvió a cerrar.
Luego de treinta y tres años de la declaración del “Cerro María Lionza” como Monumento Natural, es en 1993 cuando se publica en Gaceta Oficial (n.º 4525) el Plan de Ordenamiento y Reglamento de Uso del mismo, instrumento que para Ferrándiz (1999: 12) constituye una forma de reglamentar el uso de la montaña, y que establece normas que los creyentes no respetan u omiten por no mostrarse dispuestos a ajustar sus prácticas a dicha ordenanza. (Marchán, 2007. Pág 37-38, 41)
Al cerro de María Lionza o montaña de Sorte acuden muchas personas durante el año. En especial, los días de San José, la Virgen de Coromoto, la Virgen del Carmen y el 12 de octubre. es un sitio religioso-espiritista de Venezuela ubicado en un sector montañoso del estado Yaracuy, en la Serranía del Interior y muy cerca de Chivacoa, en Venezuela. Hugo Chávez manifestó: "allá tienen, en Yaracuy, la Lionza, la Sorte. Yo, siempre, quise subir para que me saliera María Lionza".
En el sitio se venera a lo que algunos locales consideran una diosa indígena, un personaje conocido como María Lionza que es muy visitado por algunas personas en algunas temporadas.
De acuerdo con la antropóloga venezolana Daisy Barreto (1990: 12), las referencias más antiguas al culto se encuentran en testimonios orales que datan de principios de siglo, en los cuales campesinos de la región de Yaracuy y algunas áreas adyacentes discuten la existencia de una devoción de corte campesino y afrovenezolano a la reina María Lionza en las sierras de la montaña Sorte en Chivacoa. En ese tiempo, el culto se circunscribía a esa pequeña región y estaba basado en la devoción a los antepasados, en su mayor parte caciques indígenas y héroes de la independencia venezolana (Ferrandiz, 1999).
Junto a María Lionza, se coloca a Guaicaipuro, cacique que luchó valientemente contra los conquistadores españoles en el valle de Caracas y líder de la Corte Indígena; y al Negro Felipe.

## Ubicación
El Monumento Natural Cerro María Lionza se encuentra en el conjunto montañoso que conforma el Macizo de Nirgua, perteneciente al sistema montañoso del Caribe. El área está localizada en jurisdicción de los municipios Bruzual, Urachiche, José Antonio Páez y Nirgua del estado Yaracuy, a una distancia aproximada de 6 km de la población de Chivacoa. Es un espacio geográfico de gran significación ecológica, cultural, patrimonial y religiosa para el país, ya que en sus 11.719 hectáreas se acuna el mito a María Lionza, elemento representativo de la religiosidad y la herencia de los xiraxaras y caquetíos que habitaban la Región Centroccidental, específicamente la yaracuyana, y que son parte de los fundamentos de su declaratoria como área natural protegida, de acuerdo a lo establecido por el ejecutivo nacional en el Decreto 234 (Declaratoria del Monumento Natural).

## Caracterización
El área se caracteriza por estar cubierta de bosques poco intervenidos y con una gran variedad de flora y fauna. Asimismo, constituye una divisoria de aguas, en cuya vertiente norte nacen: el río Yaracuy, que vierte sus aguas al mar y da nombre al estado regando sus valles, y Sorte, puntal de la leyenda y fuente de agua para el consumo. En la vertiente sur nacen los ríos El Chorro y Charay, que conjuntamente con los ríos Guarabo, Buria, Turbio y otros contribuyen al abastecimiento de los embalses: las Majaguas, para formar luego el río Cojedes, tributario del río Orinoco, y Cumaripa (Decreto 234).

## Altimetría
El Monumento Natural cuenta con una altimetría que va desde los 210 ms.n.m. hasta los 1.205 ms.n.m.; y una temperatura que oscila entre los 22° y 28 °C. Los niveles de precipitación varían entre los 1.400 y 2.000 mm anuales. El clima es el correspondiente a la zona de la depresión de Yaracuy que se caracteriza por ser del tipo A, cálido lluvioso del sub tipo Afi, de selva lluviosa todo el año. El piso térmico es intertropical y el piso altitudinal tropical (Instituto Nacional de Parques, 2000). La vegetación se corresponde a la zona de vida bosque tropical, donde se desarrolla una selva nublada óptimamente equilibrada y rica en especies, muchas de ellas endémicas.

## Zonas
De acuerdo a lo establecido en el Plan de Ordenamiento y Reglamento de Uso del Monumento Natural Cerro de María Lionza (Decreto 2.338), éste se encuentra dividido en seis zonas: (1) Zona de Protección Integral (PI); (2) Zona de Ambiente Natural Manejado (ANM); (3) Zona de Recuperación Natural (RN); (4) Zona de Recreación; (5) Zona de Servicios; y (6) Zona de Uso Mítico Religioso (MR).

## Toponimia: memoria de la identidad y el patrimonio de los pueblos
La toponimia como disciplina se deriva de la onomástica y se encarga del estudio integral, en el espacio y el tiempo, de los aspectos geohistóricos y antropolinguísticos que permitieron y permiten que un nombre geográfico se genere y subsista, tomando en cuenta los factores sociales, físicos, económicos, culturales y filosóficos que lo relacionan con el ser humano y su entorno. La misma permite conocer las características culturales de los individuos que habitaron y habitan una región, representando y constituyendo una evidencia de la permanencia histórica de los grupos humanos en el espacio geográfico (Instituto Geográfico Simón Bolívar, 2011; Suárez, 2011).
Los topónimos que establecen la identidad de un determinado lugar pueden ser muy diversos, debido a que se clasifican de acuerdo a su aplicación, motivación e idioma de origen. En el Monumento Natural Cerro María Lionza se encuentra una gran variedad de ellos debido a que: a) el espacio geográfico constituyó parte del territorio ocupado por diferentes grupos indígenas, donde se destacaron los caquetíos, gayones y jiraxaras o jihararas; b) el espacio natural es de gran belleza paisajística y acuna el mito arcaico de la deidad aborigen considerada la diosa del amor y la naturaleza; y c) sus elementos naturales y accidentes geográficos vinculados a sus componentes culturales se enlazan a la cosmogonía, cosmogeografía y cosmovisión de la diosa indígena, María Lionza y sus panteones espirituales, a los cuales se rinde culto en este espacio natural (Antolinez, 2005).

## La educación ambiental como elemento clave en su sustentabilidad
Debido a estas diversidades toponímicas se hace preponderante la necesidad de establecer estrategias educativas que permitan promover el conocimiento de este patrimonio natural y cultural entre los usuarios del sector Quibayo. Esto es un factor fundamental para lograr el uso sustentable de los recursos y el desarrollo turístico que demanda el área natural, por las características propias que promovieron a su declaratoria.
Este último aspecto es el núcleo central del presente trabajo, en particular considerando que la educación ambiental y patrimonial son vías para el logro de una gestión ambiental y patrimonial en el área que garantice la sustentabilidad de los recursos a partir del compromiso del grupo de usuarios del monumento.